# Homer et sa bande
Homer et sa bande (France) ou Vieux Motard que jamais (Québec) (Take My Wife, Sleaze) est le 8e épisode de la saison 11 de la série télévisée d'animation Les Simpson.

## Synopsis
Dans un restaurant, Homer gagne une Harley-Davidson des années 1950. Il décide de créer sa bande (composée de Lenny, Carl, Moe et Flanders). Homer décide d'appeler la bande « Les Satans de l'enfer » (Hell's Satans), ce que désapprouve Ned. Mais tout se gâte lorsqu'une bande portant déjà ce nom-là décide de punir Homer pour avoir utilisé le même nom.
Les membres du gang s'installent chez les Simpson et voyant comment Marge arrive à entretenir la maison malgré leurs mauvaises manières, ils l'enlèvent. Homer part à sa poursuite et doit se battre dans le cercle de la mort, avec le motard Meathook pour savoir qui gardera Marge. Homer est victorieux et repart avec Marge.